# Mord sądowy
Mord sądowy – sytuacja, gdy kara śmierci orzeczona przez sąd zostaje w istocie użyta jako środek do popełnienia zabójstwa, bądź gdy jej orzeczenie jest niewspółmierne do czynu ściganego przepisami prawa. Mordy sądowe występują zwykle w ustrojach totalitarnych.
W odpowiedzi na proces Jana Calasa zakończony mordem sądowym w roku 1762,  filozof oświeceniowy Voltaire, w 1763 r. opublikował „Traité sur la tolérance” (pol. traktat o tolerancji). Według teorii Maryanne Cline Horowitz to szeroko rozpowszechnione cri de coeur było ostatnią pracą tak intensywnie sprzeciwiającą się religijnej przemocy, a dla późniejszych katolickich pisarzy, takich jak François Adrien Pluquet oraz Nicolas-Sylvestre Bergier było oczywiste, że herezja nie uzasadnia stosowania przemocy.
Aubrey Lewis jako mordy sądowe traktował również dyskryminację osób chorych psychicznie podczas polowań na czarownice.